# Sam Cox (cầu thủ bóng đá, sinh năm 1920)
Samuel Cox (30 tháng 10 năm 1920 – tháng 5 năm 1985) ở Mexborough, Anh, là một cựu cầu thủ bóng đá người Anh thi đấu ở vị trí left winger ở Football League.